# Iglesia de San Juan Bautista (Audicana)
La iglesia de San Juan Bautista es un edificio situado en el concejo de Audicana, perteneciente al municipio español de Barrundia.

## Descripción
El edificio se encuentra en el concejo alavés de Audicana, perteneciente al municipio español de Barrundia. Construido en el siglo XIII, está protegido bajo la categoría de «zona de presunción arqueológica». Se menciona como iglesia parroquial del lugar en el Diccionario geográfico-estadístico-histórico de España y sus posesiones de Ultramar de Pascual Madoz, donde se dice que hacia mediados del siglo XIX estaba «servida por 2 beneficiados, uno de los caules ejerce la cura de alm». Décadas después, ya en el siglo XX, Vicente Vera y López vuelve a reseñarla en el tomo de la Geografía general del País Vasco-Navarro dedicado a Álava con las siguientes palabras: «La parroquia es de categoría rural de segunda, pertenece al arciprestazgo de Salvatierra y está dedicada á San Juan Bautista».
Los registros sacramentales de bautismos, matrimonios y decesos generados por la parroquia de San Juan Bautista desde el siglo XV hasta el final del XIX se conservan con los del resto de iglesias de la provincia en el Archivo Histórico Diocesano de Vitoria, donde pueden consultarse.